# Dala ló

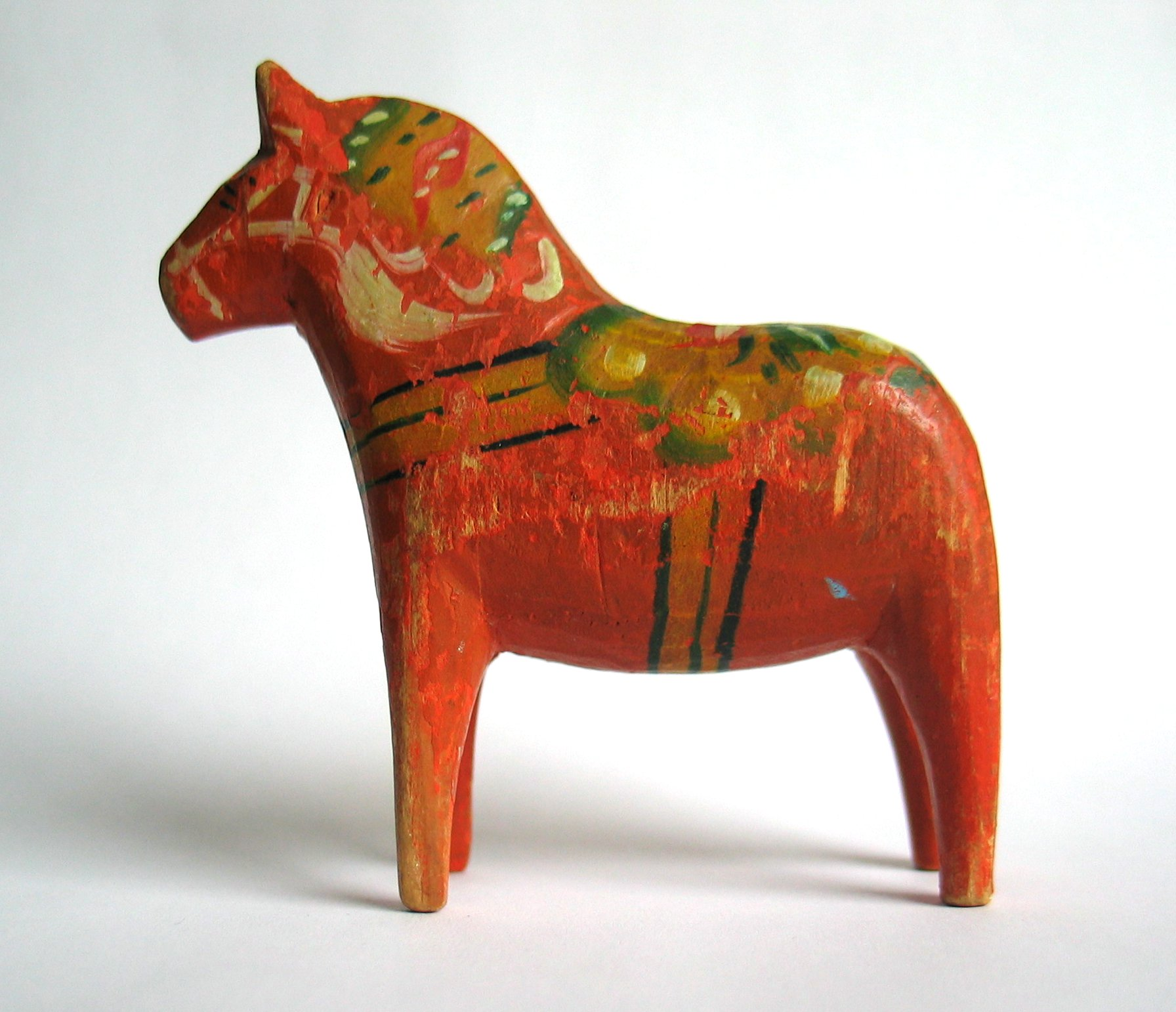
Egy régebbi Dala ló

A Dala ló (svédül: dalahäst, angolul: Dalecarlian horse) egy hagyományosan pirosra festett, és kidíszített faló. Nevét Dalarna tartományáról kapta. A régi időkben a lovat leginkább játéknak használták a gyermekek számára; mára az egyik legkelendőbb svéd exportcikk, Dalarna, valamint általában Svédország szimbólumává vált a nagyvilágban.

## Története
A hagyomány szerint a Dala lovakat a hosszú téli estéken faragták az öregek, hogy a gyerekek tudjanak mivel játszani. Az 1800-as évektől kezdve négy falu járt élen a lovak készítésében: Bergkarlås, Risa, Vattnäs és Nusnäs - utóbbi ma is a Dala-gyártás központja, mellette Nusnäs és Mora, valamint Dalarna. A Dala ló Svédország és különösen a hagyományos svéd népi kultúra egyik leggyakoribb szimbóluma, külön hagyománya van a Dala lovas üdvözlő feliratoknak, névtábláknak és egyéb használati tárgyak díszítésére.

## Díszítése

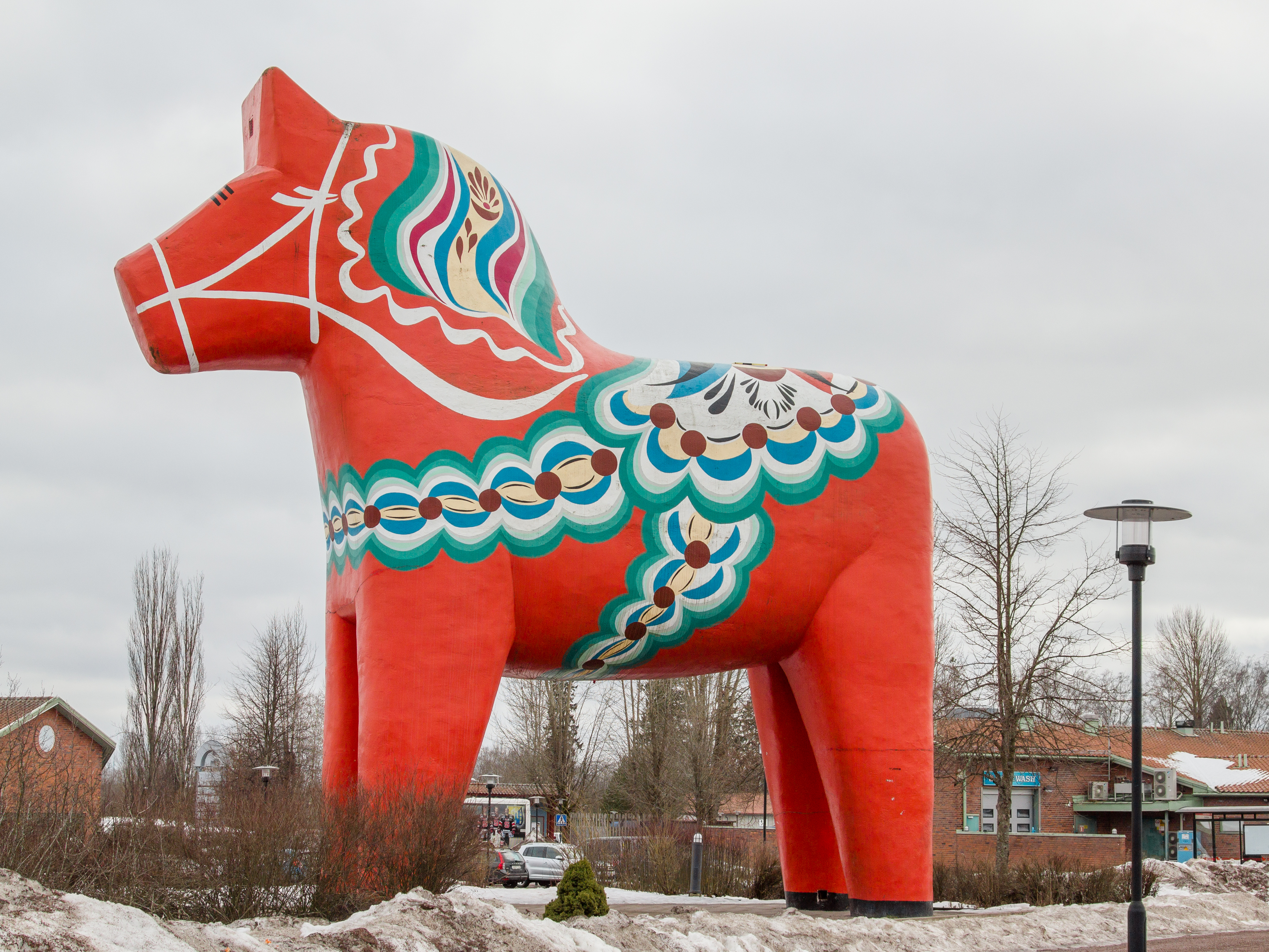
A világ legnagyobb Dala lova Avestában

A 20. század első felében általánosan elterjedt alapszínek voltak az angol vörös vagy ólommenta - ami a barna lovat volt hivatott utánozni - valamint a fehér/világosszürke kék árnyalatokkal, többek között a lábakon és a test foltjaiban.
Hagyomány szerint pirosra festik a lovakat, a kötőfék és a hevederek általában fehér és kék mintákkal vannak pingálva. Manapság már minden elképzelhető színben megjelenik. 

### A nusnäsi manufaktúra
1922-ben Grannas Anders Olsson alapította meg a céget a család pékségében. Anders kilenc testvér közül a legidősebb volt, Nils és Jannes Olsson pedig 9 és 7 évesek voltak a cég indulásakor. Előfordult, hogy a tanítási nap végén segítettek a bátyjuknak. 1928-ban egy versengő céget alapítottak.
A két családi cég, a Grannas A Olsson Hemslöjd és a Nils Olsson Hemslöjd ma is Nusnäsben található, és Dala lovakat gyártanak. A Dala lovak termelése a nagyközönség számára megtekinthető és turisztikai attrakció.

### Gyártási folyamat

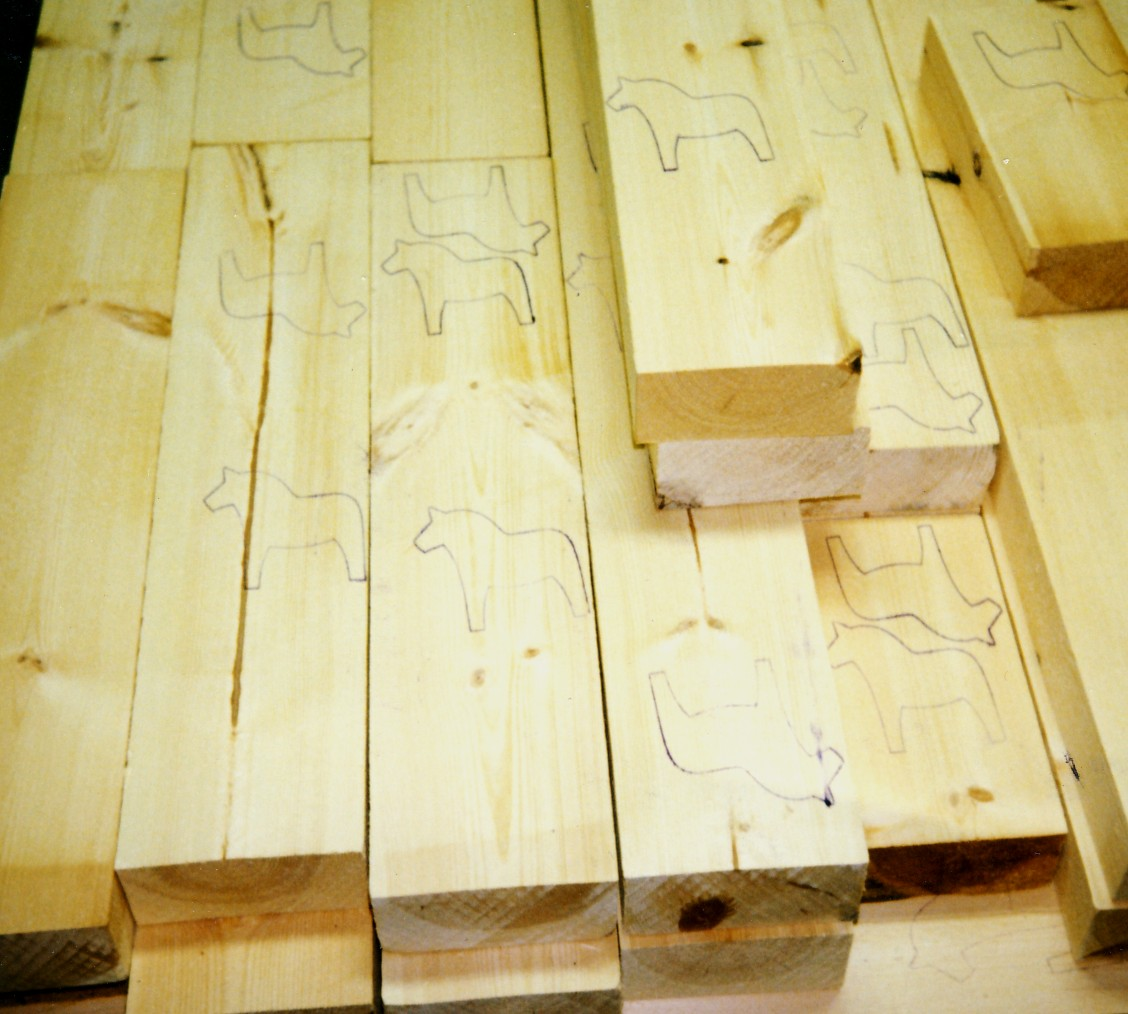
Sablon rajzok
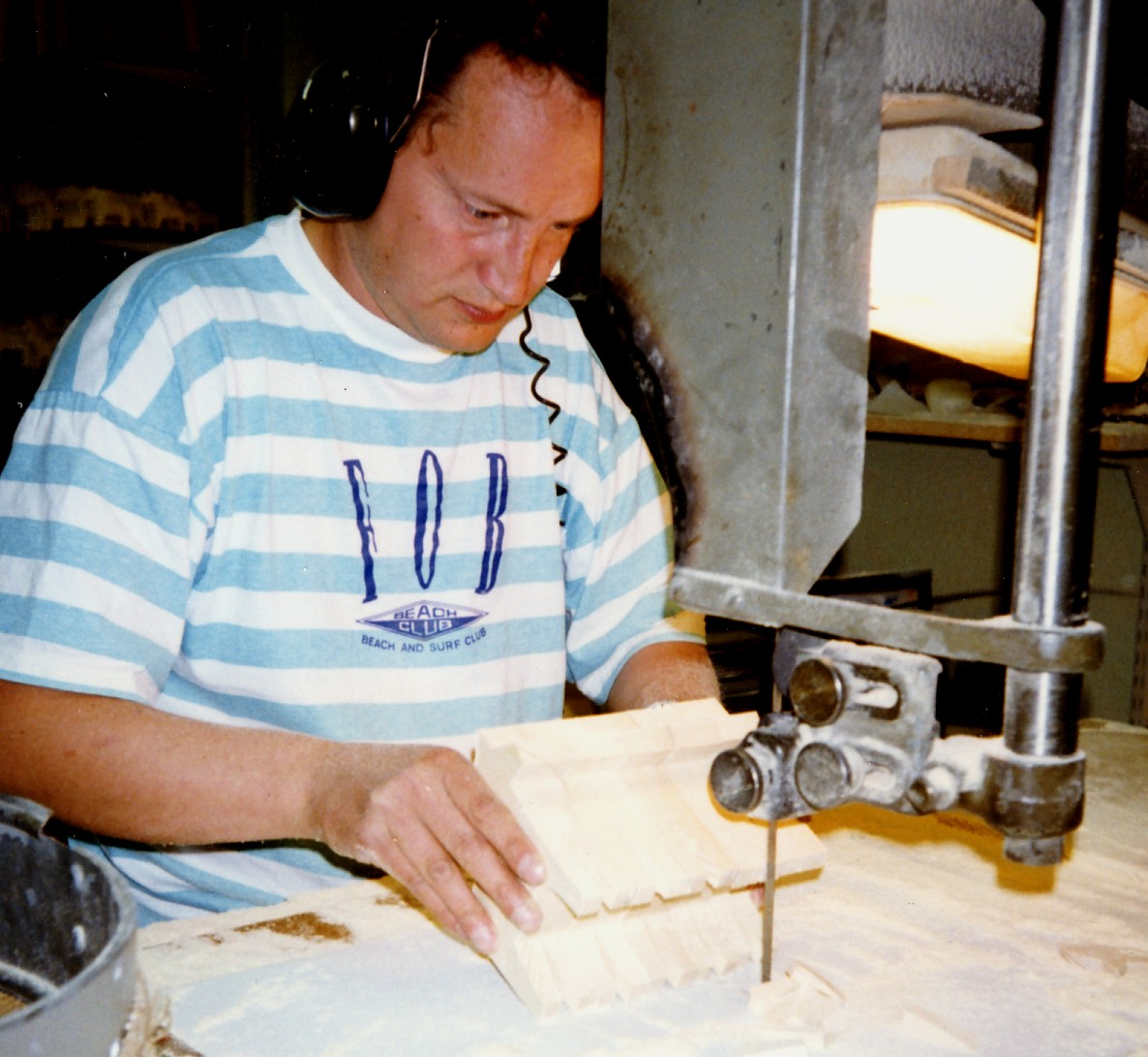
Méretre vágás
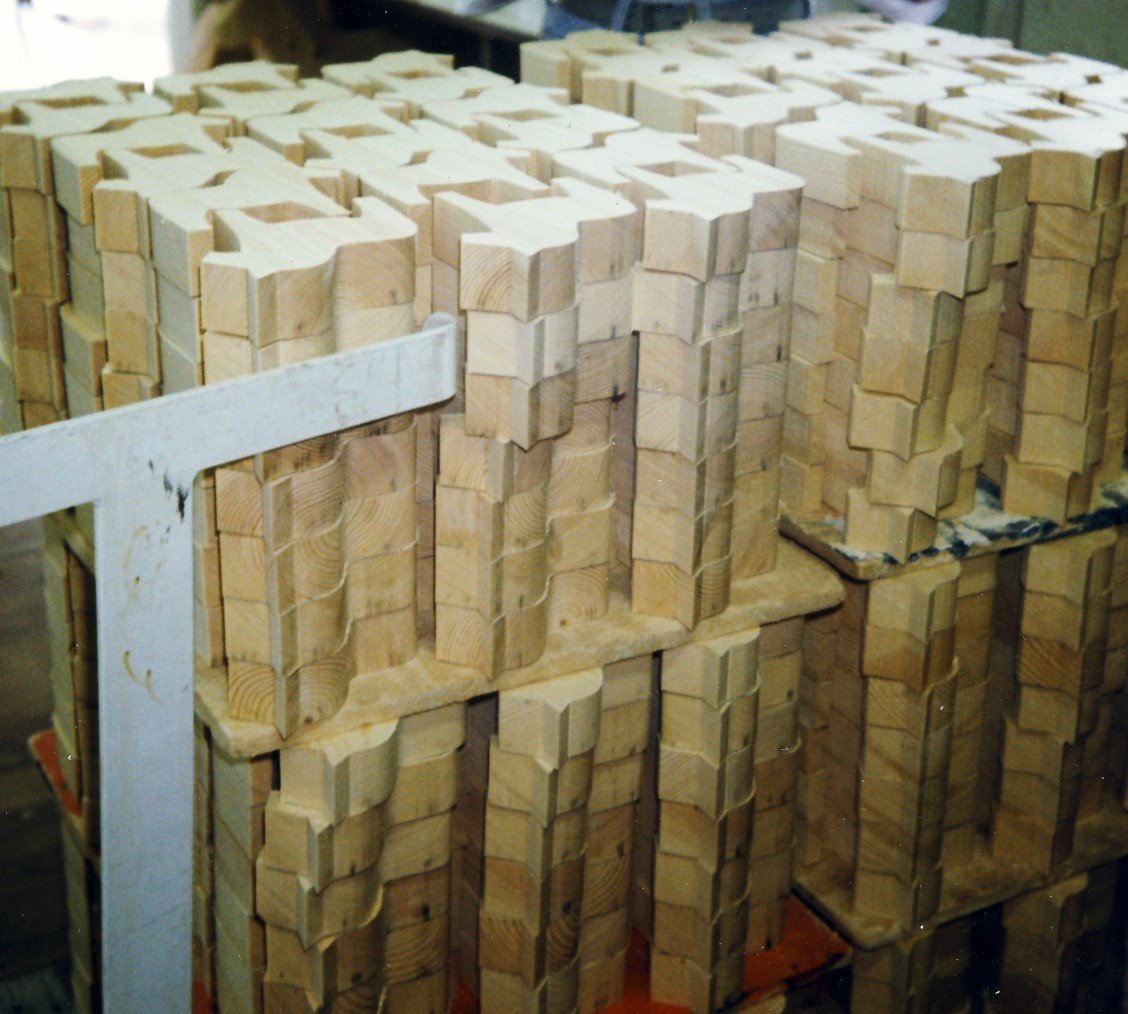
Kivágott lovak
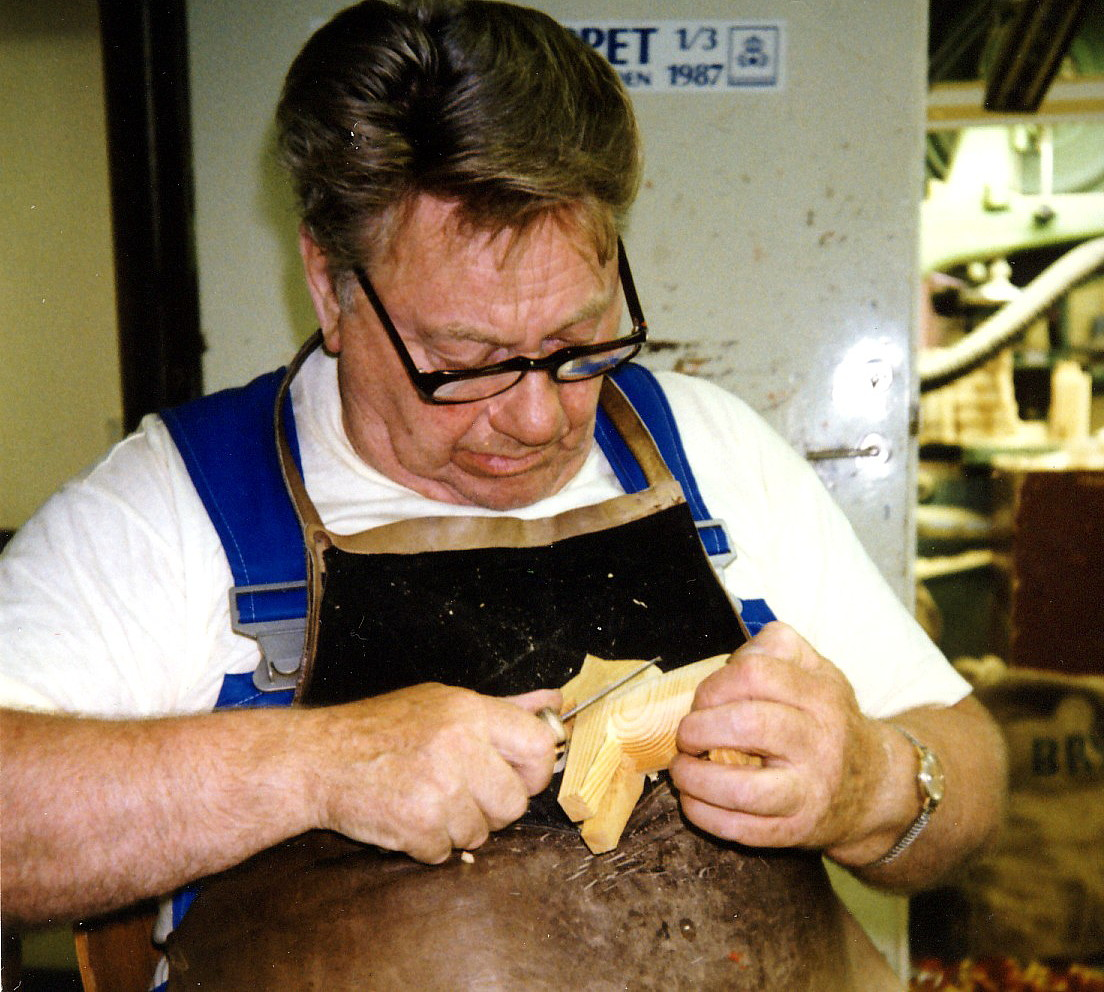
Lovak faragása
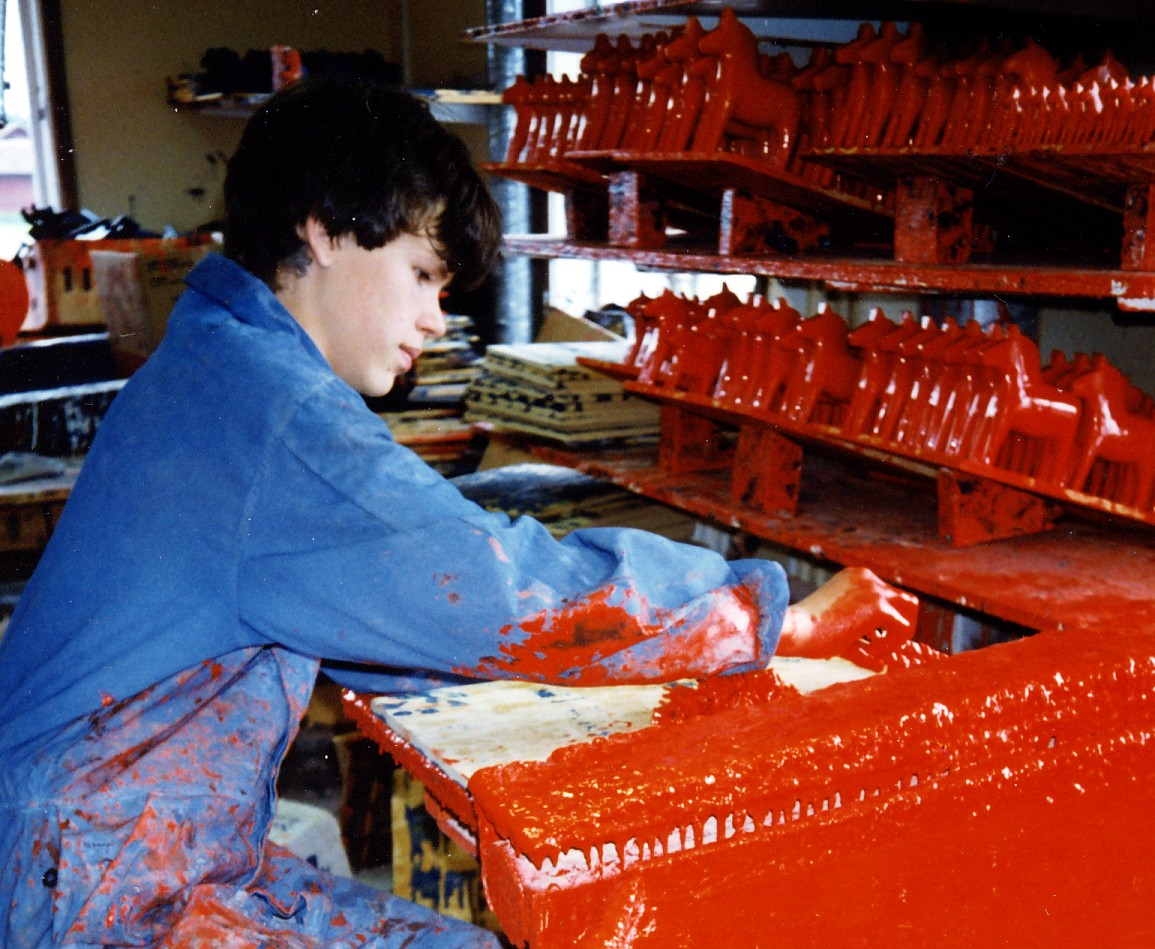
Lovak festése
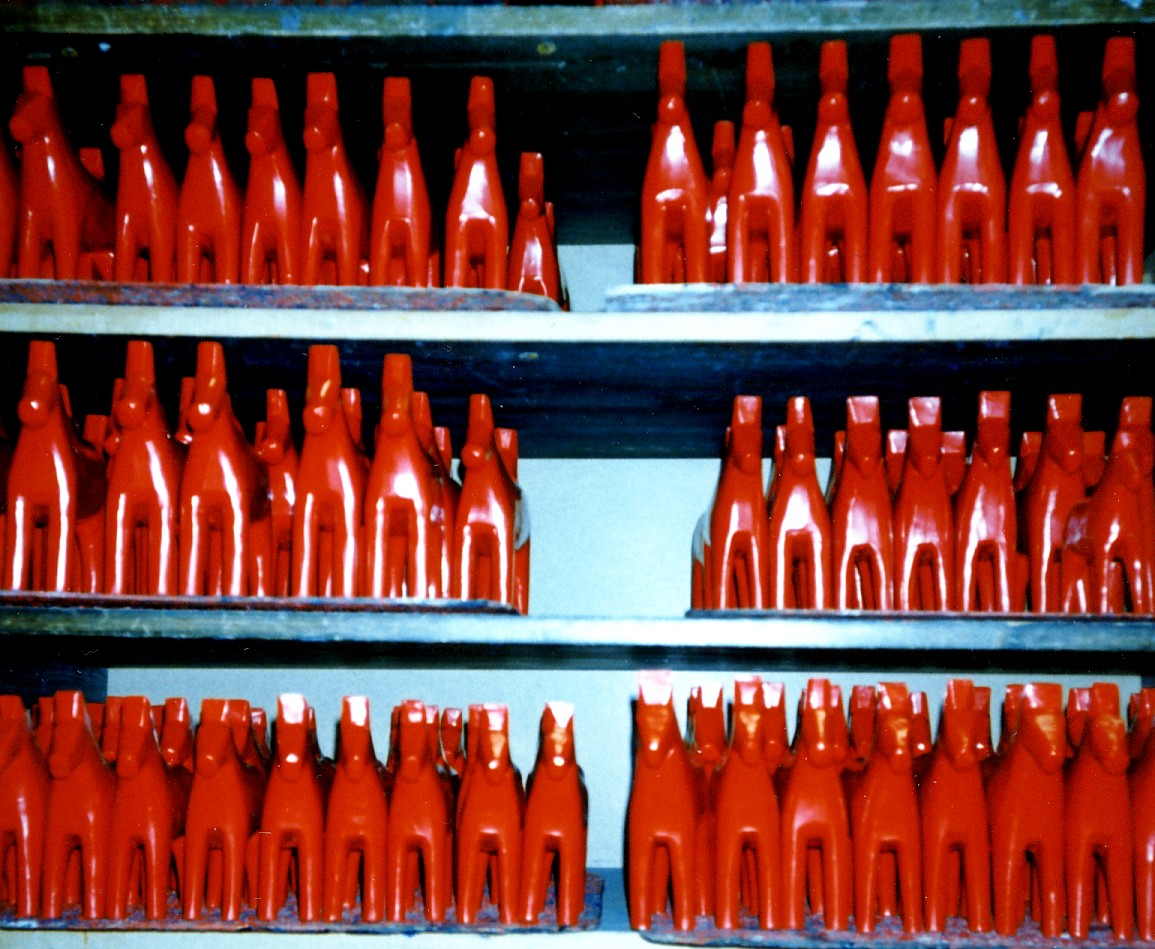
Száradás közben
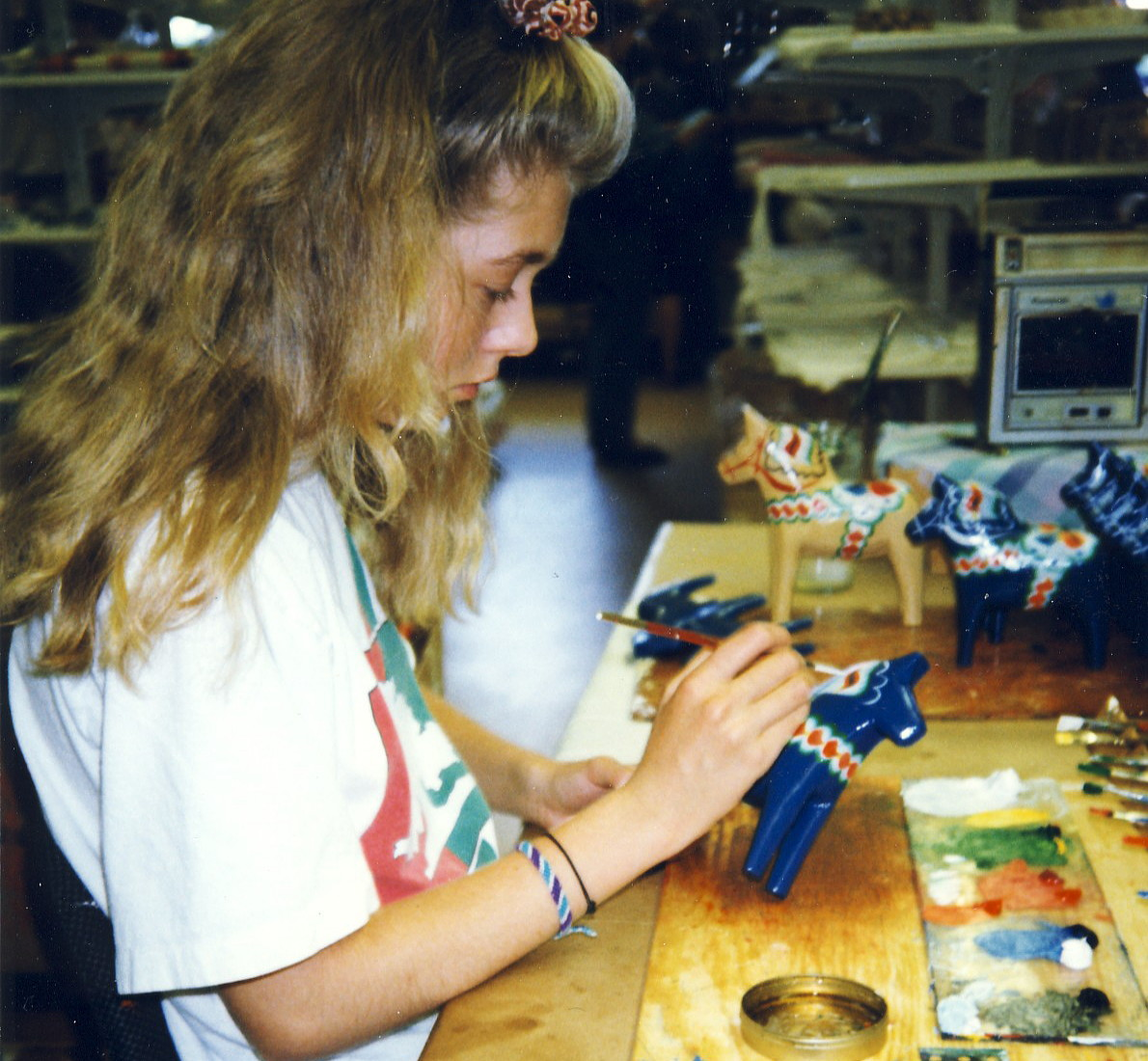
Pingálás (kék ló)
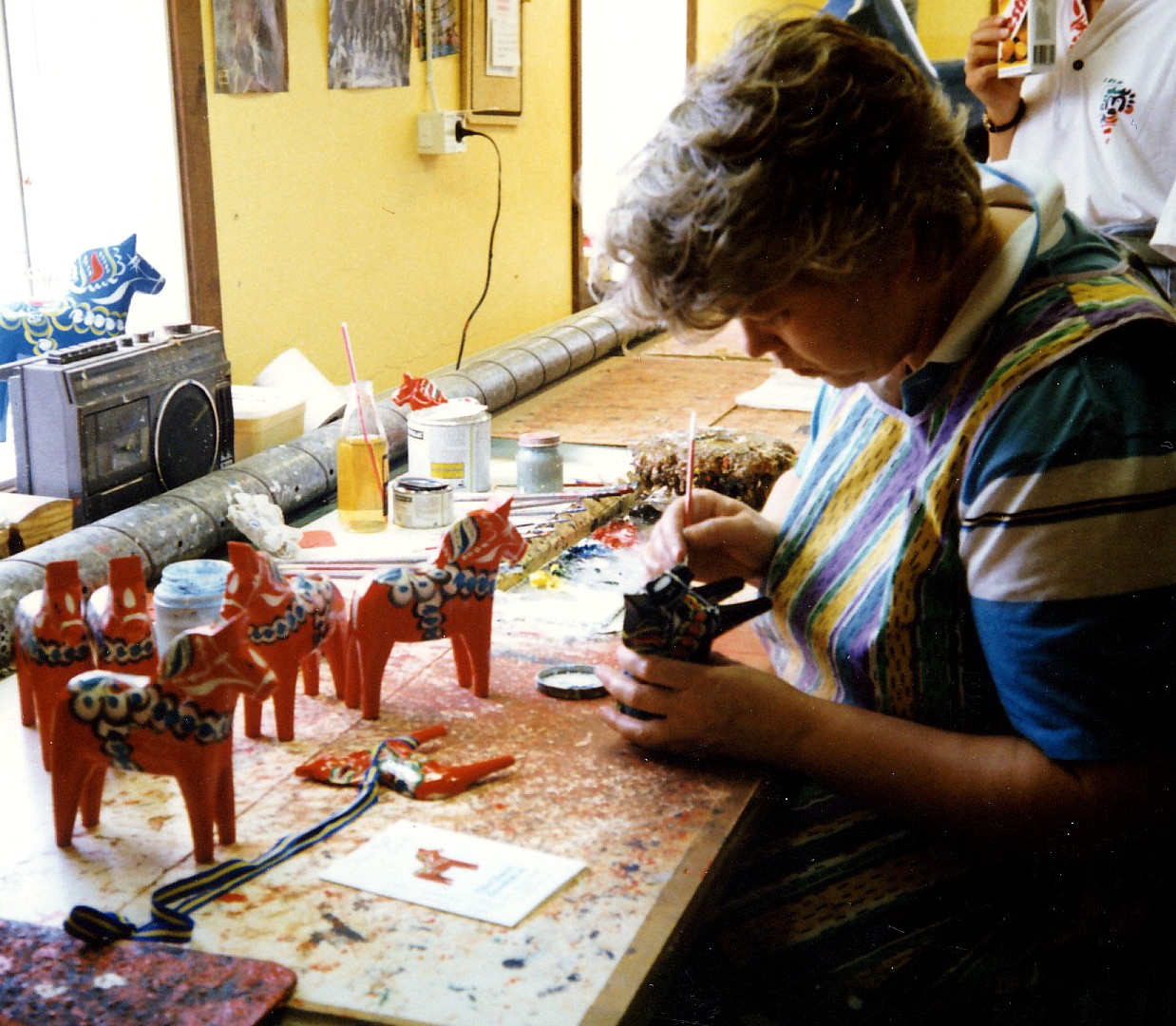
Pingálás (piros ló)
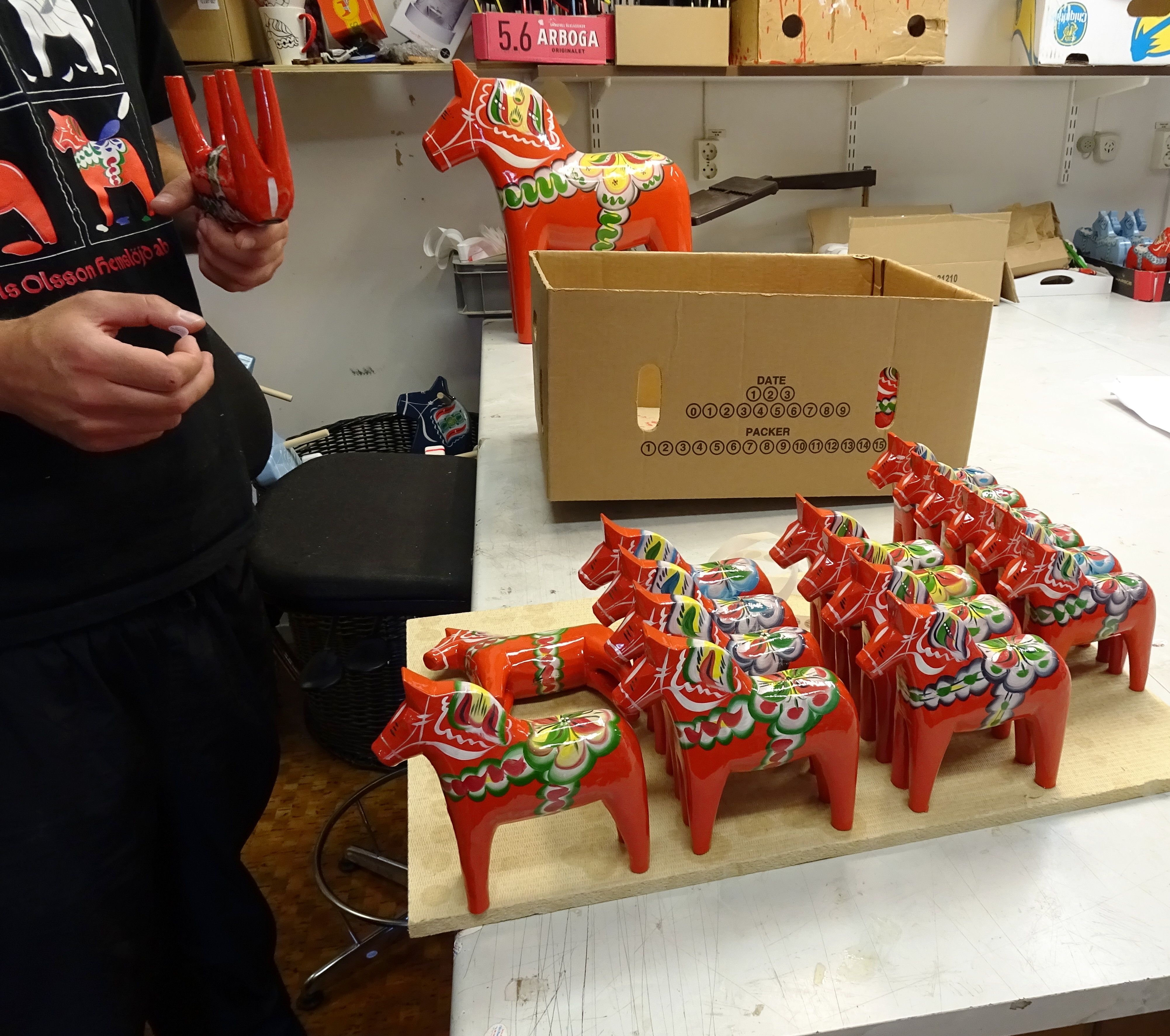
Címkézés és csomagolás

## Lásd még
- Svédország kultúrája
- Svédország történelme
- Dalarna megye
- Dalarna tartomány